# Scotch (plakband)

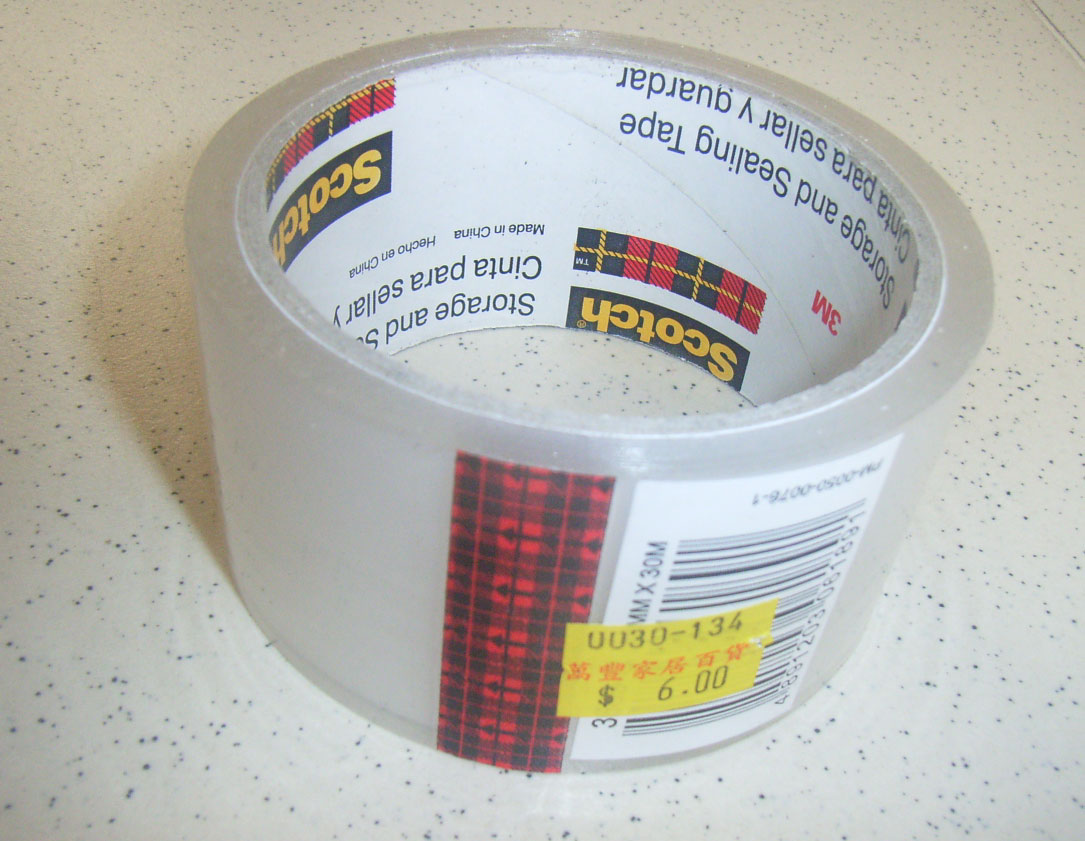
Een rol Scotch plakband voor dozen.

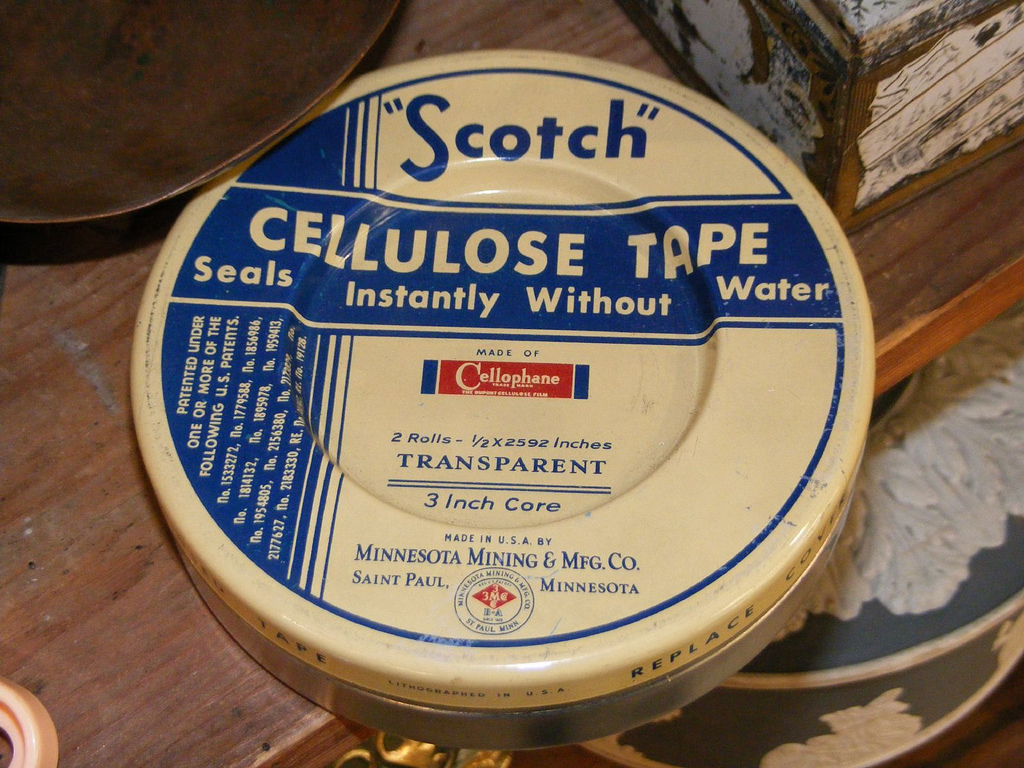
Oude verpakking voor Scotch

Scotch is een merknaam van plakband geproduceerd door 3M. Met name in de Verenigde Staten is de naam van het merk een algemene aanduiding geworden voor doorzichtig plakband, hoewel 3M ook andere producten maakt onder de merknaam Scotch.
Het eerste Scotchplakband werd in de jaren dertig van de 20e eeuw ontworpen door Richard Gurley Drew, als afplakmiddel voor het destijds pas ontdekte cellofaan.
Een fictieve Schotse jongen genaamd Scotty McTape was van 1944 tot 1964 de mascotte van het merk.
In 1953 bewezen Russische wetenschappers dat röntgenstraling geproduceerd kan worden door triboluminescentie veroorzaakt door een rol Scotchplakband af te wikkelen in een vacuüm. In 2008 bleek deze hoeveelheid straling genoeg om een afdruk van een vinger te maken op fotografisch papier.